# Nancy Drexel
Nancy Drexel (nacida como Dorothy Kitchen, 6 de abril de 1910-19 de noviembre de 1989) fue una actriz estadounidense que trabajó durante los últimos tiempos del cine mudo e inicios de la era sonora. En varias películas, Drexel llegaba a a ser acreditada con su nombre de nacimiento, Dorothy Kitchen. Llegó a aparecer en un total de 29 películas, generalmente de género cine B y wéstern.
Nació el 6 de abril de 1910, en San Juan Capistrano, California, Drexel era hija de George P. Kitchen, su padre era descrito como un "pionero en la industria del cine." Drexel empezó a trabajar en el mundo de la actuación cuando tenía 8 años, haciendo su primera aparición en The Royal Vagabond, una obra de teatro de género cómico con ópera. Drexel comenzó a trabajar en Hollywood después de haber ganado un concurso con más de 10 000 competidores.
En 1931, Drexel apareció en una de las primeras películas sonoras de origen español, Hollywood, City of Dreams, Drexel interpreta a Alice, una glamorosa actriz de cine que espera conocer a su ídolo, José, interpretado por el actor José Bohr. En la película, Drexel se presenta como una de las principales actrices de cine de Hollywood, en lugar de hacer un papel de señora principal de películas B como se pensaba.
El 28 de septiembre de 1932, Drexel se casó con Thomas H. Ince Jr., hijo del productor Thomas H. Ince, en Beverly Hills. La pareja eran estudiantes en la Escuela Antioch ubicada en Antioch (Illinois), Después de haberse casado, decidieron reanudar los estudios.

## Filmografía
- The Way of All Flesh (1927)
- Prep and Pep (1928)
- The Ridin' Renegade (1928)
- Fangs of the Wild (1928)
- Riley the Cop (1928)
- The Bantam Cowboy (1928)
- Four Devils (1929)
- (The Shrimp ) (1930)
- Hollywood, City of Dreams (1931)
- Partners (1932)
- Law of the West (1932)
- Texas Buddies (1932)